# Pěněnský rybník
Pěněnský rybník (tyska: Holzwehr) är en sjö i Tjeckien.   Den ligger i regionen Södra Böhmen, i den centrala delen av landet, 120 km söder om huvudstaden Prag.